# Arnold Pomerans
Arnold Julius Pomerans (n. 27 aprilie 1920, Königsberg, Statul Liber Prusia⁠(d), Imperiul German – d. 30 mai 2005, Polstead⁠(d), Babergh, Anglia, Regatul Unit) a fost un traducător britanic originar din Germania.

## Biografie
Arnold Pomerans s-a născut în Königsberg, Germania, pe 27 aprilie 1920 într-o familie evreiască. Datorită creșterii antisemitismului în Germania familia sa a plecat în Iugoslavia și, mai târziu, în Africa de Sud. În 1948 Arnold Pomerans a emigrat în Anglia, unde a devenit un traducător cu normă întreagă în anii 1950, după ce a lucrat inițial ca profesor. El a tradus aproximativ două sute de opere de ficțiune și non-ficțiune din mai multe limbi europene. Printre autorii pe care i-a tradus sunt Louis de Broglie, Anne Frank, Sigmund Freud, Johan Huizinga, Jean Piaget, Jacques Presor și Jan Romein. Traducerea autobiografiei A Little Yes and a Big No a lui George Grosz i-a adus în 1983 Premiul Schlegel-Tieck, iar în 1997 el a fost distins cu Premiul pentru traducere PEN pentru The Selected Letters of Vincent Van Gogh. În necrologul său a fost numit „unul din cei mai buni traducători ai Marii Britanii” de către ziarul The Independent.
În 1956 s-a căsătorit cu Erica White. Ei au efectuat împreună o mare parte a activității de traducere. El a murit de cancer la Polstead, Suffolk în 30 mai 2005, la vârsta de 85 de ani.